# Pháo 130mm M46
Pháo M-46 130 mm là loại pháo dã chiến nòng dài (dã pháo hạng nặng) do Nhà máy Pháo binh số 9 của Liên Xô thiết kế từ năm 1947, đến năm 1951 thì bắt đầu sản xuất. NATO nhận được thông tin về loại vũ khí này vào năm 1954, nên đặt tên mã cho nó là M1954. Năm 1959, Trung Quốc sản xuất theo công nghệ Liên Xô chuyển giao và đặt tên là Type 59-1.
Chiều dài nòng pháo bằng 52 lần cỡ nòng - dài lạ thường so với các loại pháo đương thời, cho phép pháo bắn rất xa, xấp xỉ 27,4 km đối với đạn thường, khi sử dụng đạn tăng tầm thì tầm bắn có thể lên tới 38 km. Hoặc nếu dùng để bắn trực tiếp xe tăng thì tầm bắn là 1,14 km ngắm bắn qua nòng pháo. Pháo sử dụng đầu đạn nặng 33,4 kg. Bên cạnh chức năng chính là bắn gián tiếp (bắn cầu vồng), M46 cũng có thể bắn trực tiếp thậm chí là trong ban đêm với kính ngắm đêm chuyên dụng. Pháo được sử dụng trong các cuộc Xung đột biên giới Trung–Xô, chiến tranh Việt Nam, chiến tranh Ấn Độ - Pakistan, chiến tranh Trung Đông lần thứ 3 và lần thứ 4, chiến tranh Angola, Chiến tranh Iran – Iraq, chiến tranh vùng Vịnh, Chiến tranh Nam Tư,...
M-46 được sử dụng tại hơn 25 quốc gia trên thế giới. Israel đã thiết kế được một loại pháo dựa trên thiết kế khung nền của M-46 130 mm.

## Tại Việt Nam
Trong Chiến tranh Việt Nam, lực lượng pháo binh của Quân đội Nhân dân Việt Nam được Liên Xô và Trung Quốc viện trợ khoảng 519 khẩu M-46 và Type 59 (phiên bản M46 do Trung Quốc sản xuất nội địa theo mẫu M46 của Liên Xô). Đây là một loại pháo có tầm bắn xa nhất của Quân đội Nhân dân Việt Nam khi đó, nên nó được xếp loại là pháo cấp chiến dịch, chuyên dùng để tấn công vào những mục tiêu quan trọng. Để chống lại loại pháo này, pháo binh Mỹ bố trí loại pháo tự hành M107 cỡ nòng lên tới 175mm có tầm bắn xa tới 32 km. Tuy nhiên pháo M107 bắn rất chậm, tốn rất nhiều thời gian để nạp đạn rồi vận hành. Quan trọng hơn cả là chiến thuật ngụy trang, bố trí trận địa khéo léo, tài tình, có sự tính toán, sắp đặt từ trước của những người lính pháo binh Quân đội Nhân dân Việt Nam nên M107 thường bị thất thế trong các trận đấu pháo tay đôi với M46. Lính Mỹ rất sợ M46. Họ thấy những khẩu pháo do Mỹ chế tạo sử dụng trong cuộc chiến tại Việt Nam nhất định đều có sự thua thiệt về một mặt nào đó trong tính năng chiến đấu so với M46.
Một số trận đánh tiêu biểu của M46:
- Từ ngày 22 đến ngày 25/3/1975, pháo 130mm và và lựu pháo 122mm D74 bắn gần 3.000 viên đạn vào cửa Thuận An, cửa Tư Hiền để chặn tàu biển tiếp cận đón quân địch, tạo điều kiện cho chiến dịch tiến công giải phóng Thừa Thiên Huế.
- Trưa ngày 28/3/1975, pháo 130mm và lựu pháo 122mm D74 bắn phá sân bay Đà Nẵng và cảng Đà Nẵng, bãi biển Mỹ Khê, chặn đường rút chạy, góp phần khiến 14 vạn quân địch ở Đà Nẵng phải đầu hàng.
- Đại đội 26 pháo 130mm, thuộc tiểu đoàn 2, đoàn pháo binh Biên Hòa, trong 12 ngày đêm với 326 viên đạn đã khóa chặt sân bay Biên Hoà, làm cho Không quân địch không thể sử dụng sân bay này kể từ ngày 26/4/1975.
- Từ ngày 28/4/1975, 4 khẩu pháo 130mm của Tiểu đoàn 3, Lữ đoàn 164, hành quân theo đội hình của Sư đoàn 325 đã bắn khoảng 120 viên đạn, làm sân bay Tân Sơn Nhất tê liệt.
- 10 giờ ngày 30/4/1975, toàn bộ đại đội pháo 130mm thuộc Lữ đoàn 45 (Quân đoàn 1) đã bắn 43 viên đạn vào trung tâm Sở Chỉ huy của cơ quan Bộ Tổng tham mưu quân đội Sài Gòn, yểm trợ bộ binh chiếm mục tiêu.

Trong suốt chiến tranh, Quân đội Nhân dân Việt Nam đã bố trí khoảng 80% số lượng pháo M46 vào chiến trường miền Nam, số còn lại để làm dự bị hoặc để huấn luyện lính pháo binh. Qua suốt Chiến tranh Việt Nam, Binh chủng Pháo binh, Quân đội nhân dân Việt Nam chỉ bị tổn thất rất ít pháo M46, nên hiện nay số lượng pháo M46 của Việt Nam còn khá nhiều.
Hiện nay, Quân đội Nhân dân Việt Nam đang tiến hành sửa chữa và nâng cấp khẩu pháo này để sử dụng nó thêm một thời gian lâu nữa. Hướng nâng cấp là gắn pháo lên khung xe tải cỡ lớn để biến M46 thành pháo tự hành nhằm tăng tính cơ động.

## Các quốc gia sử dụng

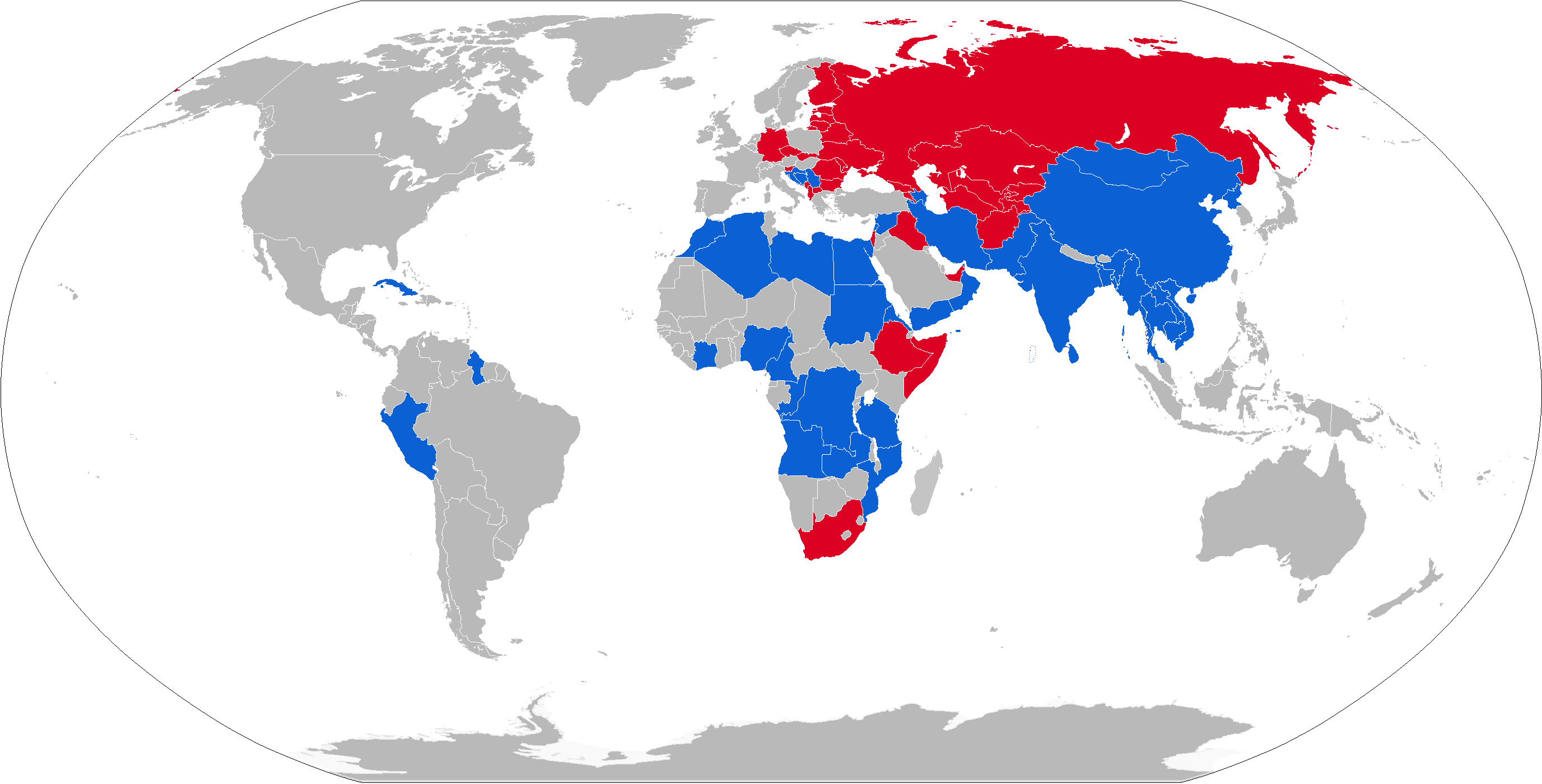
Bản đồ các quốc gia hiện đang sử dụng M1954 (màu xanh) và đã từng sử dụng (màu đỏ)

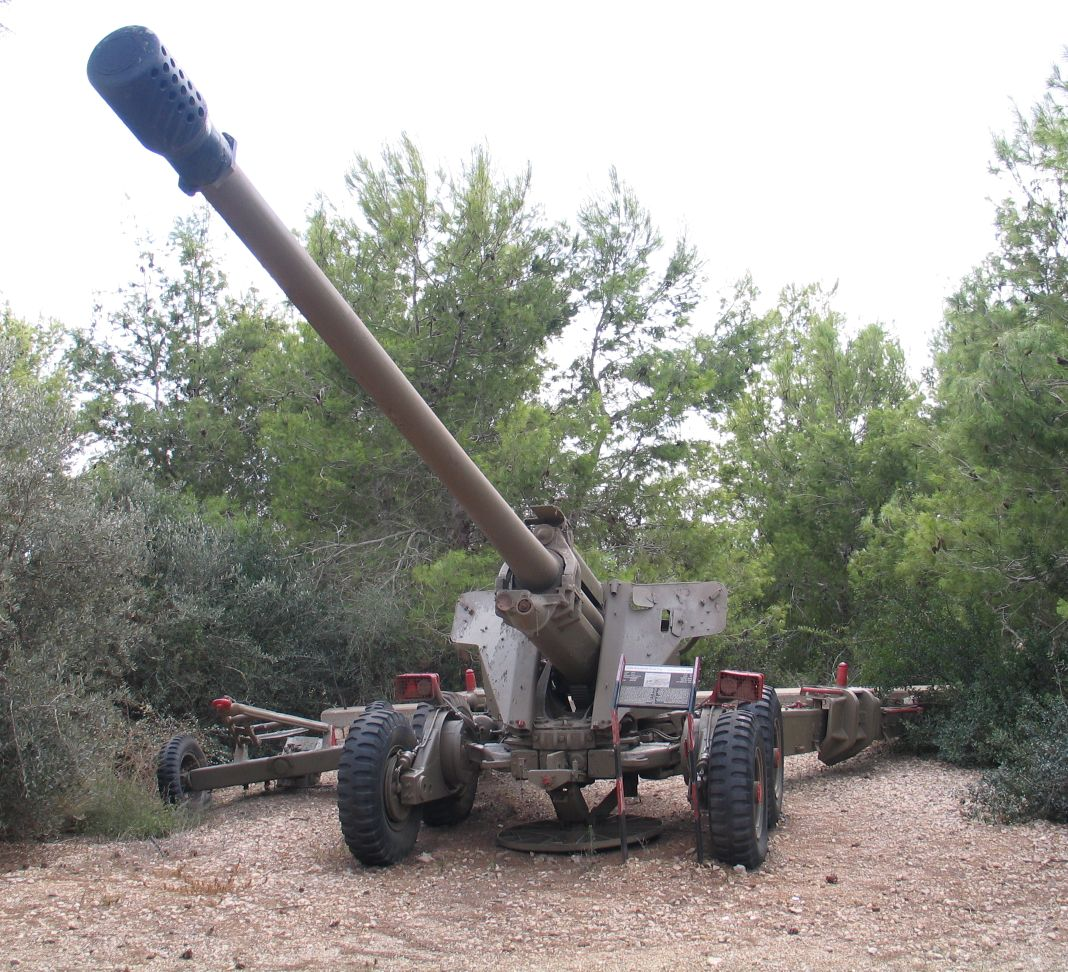
M-46 trong bảo tàng Israel. Giá pháo được trang bị thêm một trục và bánh xe để tạo ra hệ thống treo 'di động', cùng với một tấm đế phụ.

- Algérie − 10 khẩu tính đến năm 2024[1]
- Angola − 48 khẩu tính đến năm 2024[2]
- Azerbaijan − 35 khẩu tính đến năm 2024[3]
- Bangladesh − 62 khẩu Type-59-1 tính đến năm 2024[4]
- Campuchia − Type 59-1, số lượng không xác định tính đến năm 2024[5]
- Cameroon − 12 khẩu A412 (báo cáo) và 12 khẩu Type 59 tính đến năm 2024[6]
- Trung Quốc − 100 khẩu Type 59 và Type 59-1 tính đến năm 2024[7]
- Congo-Brazzaville − 5 khẩu tính đến năm 2024[8]
- Congo-Kinshasa − 42 khẩu Type 59 và Type-59-I tính đến năm 2024[9]
- Cuba − Số lượng không xác định tính đến năm 2024[10]
- Ai Cập − 420 khẩu tính đến năm 2024, số lượng không xác định đã được chuyển đổi thành pháo tự hành[11]
- Eritrea − 19 khẩu tính đến năm 2024[12]
- Ethiopia − Số lượng không xác định tính đến năm 2024[9]
- Guinée − 12 khẩu tính đến năm 2024[13]
- Guyana − 6 khẩu tính đến năm 2024, tình trạng hoạt động không xác định[14]
- Ấn Độ − ~600 khẩu đang hoạt động và ~500 khẩu lưu trữ tính đến năm 2024; 200 khẩu đã được nâng cấp lên cỡ nòng 155 mm[15]
- Iran − Lô đầu tiên gồm 136 khẩu được cung cấp vào năm 1970.[16] 985 khẩu tính đến năm 2024[17]
- Iraq − Hơn 60 khẩu M-46 và Type 59 tính đến năm 2024[18]
- Lào − 10 khẩu tính đến năm 2024[19]
- Liban − 15 khẩu tính đến năm 2024[20]
- Mông Cổ − Số lượng không xác định tính đến năm 2024[21]
- Maroc − 18 khẩu tính đến năm 2024[22]
- Mozambique − 6 khẩu tính đến năm 2024[23]
- Myanmar − Số lượng không xác định tính đến năm 2024[24]
- Nigeria − 7 khẩu tính đến năm 2024[25]
- CHDCND Triều Tiên − Số lượng không xác định tính đến năm 2024[26]
- Oman − 12 khẩu M-46 và 12 khẩu Type 59-I tính đến năm 2024[27]
- Pakistan − 410 khẩu Type 59-I tính đến năm 2024[11]
- Perú − 36 khẩu tính đến năm 2024[28]
- Nga − 350 khẩu tính đến năm 2024[29]
- Serbia − 18 khẩu tính đến năm 2024[30]
- Nam Sudan − Số lượng không xác định tính đến năm 2024[31]
- Sri Lanka − 30 khẩu Type 59-I tính đến năm 2024[32]
- Sudan − Số lượng không xác định M-46 và Type 59-I tính đến năm 2024[33]
- Syria − Số lượng không xác định tính đến năm 2024[34]
  -  Quân đội Tự do Syria[35]
- Tanzania − 30 khẩu Type 59-I tính đến năm 2024[36]
- Turkmenistan − 6 khẩu tính đến năm 2024[37]
- Uganda − 221 khẩu tính đến năm 2024[38]
- Ukraina − 15 khẩu tính đến năm 2024[39]
- UAE − 20 khẩu Type 59-I tính đến năm 2024[40]
- Việt Nam − Số lượng không xác định tính đến năm 2024[41]
- Zambia − 18 khẩu tính đến năm 2024[42]